# 奧魯姆鎮區 (北卡羅萊納州羅伯遜縣)
奧魯姆鎮區（英語：Orrum Township）是位於美國北卡羅萊納州羅伯遜縣的一個鎮區。

## 地方資料
奧魯姆鎮區的面積為93.49平方千米，皆為陸地。根據2020年美國人口普查的數據，當地共有人口1694人，而人口密度為每平方千米18.12人。